# Johan Gamper

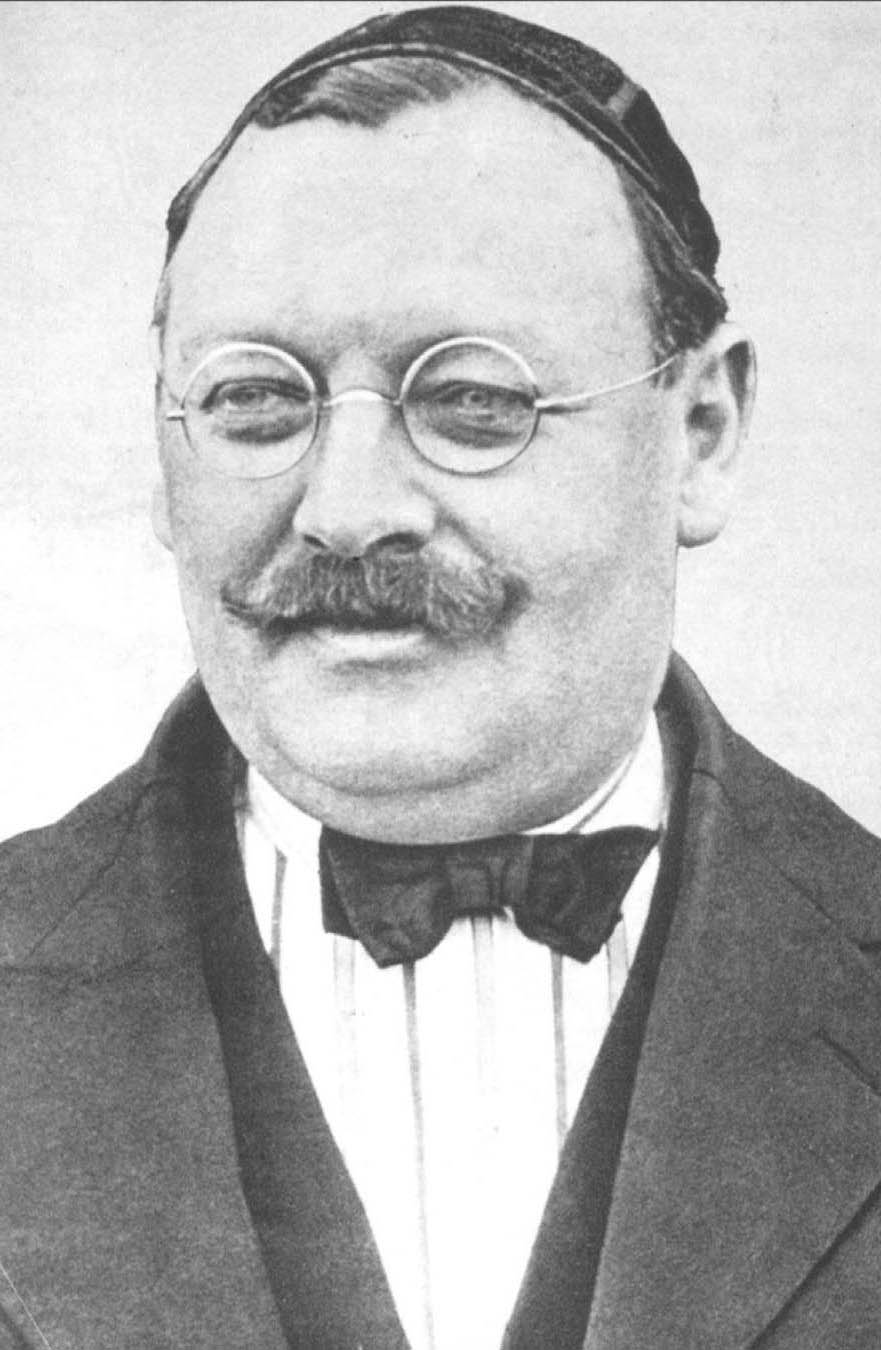
Joan Gamper als voorzitter van FC Barcelona

Johannes Gamper (Winterthur (Zwitserland), 22 november 1877 – Barcelona, 30 juli 1930) is de oprichter van FC Barcelona. Hij is ook wel bekend onder zijn Catalaanse naam Joan Gamper.

## Biografie
Gamper was een liefhebber van vele sporten, waaronder voetbal, rugby, tennis en golf. Hij gold in Zwitserland als een goede voetballer en Gamper speelde voor FC Basel, FC Excelsior Zürich en FC Zürich. In 1897 vertrok hij voor werk naar Lyon. Een jaar later streek Gamper in Barcelona neer. Op 29 november 1899 richtte hij in die stad samen met verschillende Zwitserse, Britse en Catalaanse enthousiastelingen Futbol Club Barcelona op. FC Barcelona kreeg dezelfde kleuren als FC Basel, rood/blauw. In eerste instantie was Gamper alleen bestuurslid en aanvoerder van het eerste elftal. Hij speelde 48 wedstrijden tussen 1899 en 1903 voor Barça, waarin hij meer dan 100 doelpunten maakte. In 1900/01 maakte hij deel uit van het team dat de eerste prijs won in de geschiedenis van de club: de Copa Macaya, de eerste Catalaanse competitie. In 1908 begon Gamper aan zijn eerste periode als president van FC Barcelona. Uiteindelijk zou hij de club vijf keer leiden (1908-1909, 1910-1912, 1917-1919, 1921-1923 en 1924-1925). Onder zijn leiding groeide Barça uit tot een topclub in Spanje met een eigen stadion, Les Corts, en sterspelers als Ricardo Zamora, Josep Samitier en Paulino Alcántara. In 1925 werd Gamper er door de dictatuur van Primo de Rivera van beschuldigd het Catalaanse nationalisme aan te wakkeren als president van FC Barcelona. Als straf werd Les Corts zes maanden gesloten en Gamper werd uit Spanje verbannen. Gamper keerde terug naar Zwitserland. Door persoonlijke en geldproblemen raakte hij vervolgens in een zware depressie. Johan Gamper pleegde uiteindelijk op 30 juli 1930 zelfmoord.
In 1966 richtte de toenmalige president van FC Barcelona Enric Llaudet de Trofeu Joan Gamper op ter ere van Johan Gamper. Dit toernooi wordt sindsdien jaarlijks gehouden en geldt als de officiële opening van het seizoen voor FC Barcelona. Daarnaast werd er in de wijk Les Corts in Barcelona een straat vernoemd naar Johan Gamper, de Carrer Joan Gamper.